# اورلین ترترو
اورلین ترترو (انگلیسی: Aurélien Tertereau؛ زادهٔ ۲۴ ژوئیهٔ ۱۹۹۱) بازیکن فوتبال است.
از باشگاه‌هایی که در آن بازی کرده‌است می‌توان به باشگاه فوتبال لو مان اشاره کرد.